# Lotfi Dif
Lotfi Dif (en arabe : لطفي ضيف) est un footballeur algérien né le 6 janvier 1994 à Aïn Beïda dans la wilaya d'Oum El Bouaghi. Il évolue au poste d'allier gauche à la JSM Skikda.

## Biographie
Il évolue en première division algérienne avec son club formateur, le CA Batna, l'AS Aïn M'lila et de la JSM Skikda. Il dispute actuellement 35 matchs en inscrivant un seul but en Ligue 1.